# Oleg Meleschenko
Oleg Meleschenko (en russe : Олег Владимирович Мелещенко), né le 14 juillet 1967, à Ekibastouz, dans la République socialiste soviétique du Kazakhstan (Union soviétique), est un ancien joueur et entraîneur russe de basket-ball. Il évolue durant sa carrière au poste d'arrière.

## Palmarès
- Finaliste du championnat du monde 1990